# Копривови
Копривови (Urticaceae) е семейство покритосеменни растения, включващо около 2600 вида, обединени според различни класификации в 54 до 79 рода. Най-често са храсти или тревисти растения, въпреки че има и няколко дървовидни рода.

## Родове
- Aboriella
- Achudemia
- Archiboehmeria
- Astrothalamus
- Australina
- Boehmeria
- Cecropia
- Chamabainia
- Cypholophus
- Debregeasia
- Dendrocnide
- Didymodoxa
- Discocnide
- Droguetia
- Elatostema
- Forsskaolea
- Gesnouinia
- Gibbsia
- Girardinia
- Laportea
- Lecanthus
- Leucosyke
- Maoutia
- Meniscogyne
- Myriocarpa
- Nanocnide
- Neodistemon
- Neraudia
- Nothocnide
- Obetia
- Oreocnide
- Parietaria
- Pellionia
- Petelotiella
- Phenax
- Pilea
- Pipturus
- Poulzolzia
- Procris
- Rousselia
- Sarcochlamys
- Sarcopilea
- Soleirolia
- Touchardia
- Urera
- Urtica – Коприва